# Alex Popow
Alexender Popow (né le 9 novembre 1975) à Lechería au Vénézuéla est un ancien pilote de course automobile vénézuélien qui a participé à des épreuves de Sport-prototype ou de Grand tourisme dans des championnats tels que l'American Le Mans Series,les Rolex Sports Car Series et le  WeatherTech SportsCar Championship.
Il a remporté le championnat pilote American Le Mans Series 2012 dans la catégorie LMPC ainsi que le WeatherTech SportsCar Championship 2016 dans la catégorie PC.

## Carrière
En 2017, Alex Popow a seulement participé à une seule manche du championnat WeatherTech SportsCar Championship, les 24 Heures de Daytona. Cela a été sa dernière expérience avec l'Oreca FLM09 pour l'écurie américaine Starworks Motorsport. Afin de compléter sa saison, il participa pour la première fois au Lamborghini Super Trofeo North America (en) en catégorie Pro au sein de l'écurie Prestige Performance. Il participa également aux manches Road to Le Mans du championnat Michelin Le Mans Cup au sein de l'écurie italo-américaine Eurointernational aux mains d'une Ligier JS P3.
En 2018, à la suite du passage de Joel Miller de l'écurie BAR1 Motorsports à Performance Tech Motorsports, l'équipage de la Riley Mk. 30 de l'écurie américaine BAR1 Motorsports avait été remanié et Alex Popow l'avait ainsi intégré afin de participer au 24 Heures de Daytona 2018. Comme les années précédentes, il a également participé au Lamborghini Super Trofeo North America (en). Pour cette nouvelle saison, c'est en catégorie Pro/Am et avec comme copilote le pilote américain William Hubbell qu'il participa au championnat au sein de l'écurie américaine Wayne Taylor Racing. En 6 courses, il monta à 4 reprises sur le podium et signa une pole position.
En 2019, après avoir piloté dans les catégories prototypes et PC dans le championnat WeatherTech SportsCar Championship, Alex Popow a change de registre et avait trouvé refuge sur une Alfa Romeo Giulietta TCR/TMR Engineering dans le championnat Michelin Pilot Challenge.

## Palmarès

### Résultats aux24 Heures de Daytona
| Année | Écurie                    | Copilotes                                                           | Voiture      | Classe | Tours | Pos. | Class Pos. |
| ----- | ------------------------- | ------------------------------------------------------------------- | ------------ | ------ | ----- | ---- | ---------- |
| 2011  | Starworks Motorsport      | Enzo Potolicchio Romain Iannetta Ernesto Viso                       | Riley        | DP     | 577   | 31e  | 15e        |
| 2012  | Starworks Motorsport      | Ryan Dalziel Lucas Luhr Allan McNish Vicente Potolicchio            | Riley MkXXVI | DP     | 761   | 2e   | 2e         |
| 2013  | Starworks avec Alex Popow | Sébastien Bourdais Ryan Dalziel Allan McNish                        | Riley MkXXVI | DP     | 696   | 6e   | 6e         |
| 2014  | Starworks Motorsport      | Pierre Kaffer Kyle Marcelli (en) Martín Fuentes Isaac Tutumlu (en)  | Oreca FLM09  | PC     | 612   | Abd. | Abd.       |
| 2015  | Starworks Motorsport      | Renger van der Zande Mirco Schultis Mike Hedlund Filipe Albuquerque | Oreca FLM09  | PC     | 299   | Abd. | Abd.       |
| 2016  | Starworks Motorsport      | Renger van der Zande Chris Cumming Jack Hawksworth                  | Oreca FLM09  | PC     | 685   | 34e  | 4e         |
| 2017  | Starworks Motorsport      | Scott Mayer (en) James Dayson Sean Rayhall Conor Daly               | Oreca FLM09  | PC     | 487   | Abd. | Abd.       |
| 2018  | BAR1 Motorsports          | Marc Drumwright Brendan Gaughan (en) Eric Lux                       | Riley Mk. 30 | P      | 642   | 42e  | 14e        |

### Résultats enWeatherTech SportsCar Championship
| Année | Écurie               | Châssis          | Moteur                      | Classe | 1      | 2      | 3     | 4     | 5     | 6     | 7     | 8     | 9       | 10    | 11    | Position | Points |
| ----- | -------------------- | ---------------- | --------------------------- | ------ | ------ | ------ | ----- | ----- | ----- | ----- | ----- | ----- | ------- | ----- | ----- | -------- | ------ |
| 2014  | Starworks Motorsport | Riley Mk XXVI DP | Dinan (BMW) 5,0 l V8 Atmo   | P      | DAY 17 |        |       |       |       |       |       |       |         |       |       | 44e      | 30     |
| 2014  | Starworks Motorsport | Riley Mk XXVI DP | Honda HR35TT 3,5 l V6 Turbo | P      |        | SEB 17 | LBH   | LGA   | BEL   | WGL   | MOS   | IND   | ELK     | AUS   | ATL   | 44e      | 30     |
| 2015  | Starworks Motorsport | Oreca FLM09      | Chevrolet LS3 6,2 L V8 Atmo | PC     | DAY 6  | SEB 5  | LBH   | LGA   | WGL 1 | MOS   | ELK   | VIR   | AUS Np. | ATL 7 |       | 12e      | 115    |
| 2016  | Starworks Motorsport | Oreca FLM09      | Chevrolet LS3 6,2 L V8 Atmo | PC     | DAY 4  | SEB 3  | LBH 2 | LGA 2 | BEL 1 | WGL 1 | MOS 2 | LIM 1 | ELK 6   | AUS 1 | ATL 6 | 1re      | 355    |
| 2017  | Starworks Motorsport | Oreca FLM09      | Chevrolet LS3 6,2 L V8 Atmo | PC     | DAY 4  | SEB    | AUS   | BEL   | WGL   | MOS   | ELK   | ATL   |         |       |       | 22e      | 28     |
| 2018  | BAR1 Motorsports     | Riley Mk. 30     | Gibson GK428 4,2 l V8 Atmo  | P      | DAY 14 | SEB    | LBH   | MOH   | BEL   | WGL   | MOS   | ELK   | LGA     | ATL   |       | 59e      | 17     |